# 聖奧爾本斯教區
聖公會聖奧爾本斯教區（英語：Diocese of St Albans）是英格蘭教會坎特伯雷教省下面的一個教區。成立於1877年5月4日。
轄區包括歷史上的赫特福德郡和貝德福德郡，座堂是聖奧爾本斯座堂。現任主教為阿倫·史密斯。下分一個副主教區、三個會吏長區及二十個會吏區，管理335個堂區。